# Versailles Chantiers (stanice metra v Paříži)
Versailles Chantiers je plánovaná stanice pařížského metra, která bude umístěna na konci linky 18 ve městě Versailles v departementu Yvelines. Má být otevřena v roce 2030 a bude sousedit se železniční stanicí Versailles-Chantiers.

## Výstavba
Stanici navrhl rakouský architekt  Dietmar Feichtinger.

## Propojení
Stanice se napojí na autobusovou linku N145 sítě Noctilien. Dále zde bude přestup na linku RER C. Spojení se sítí Transilien bude prostřednictvím linek N,a U a V. Plánované prodloužení tramvajové soupravy T12, která by navazovala na trasu linky V, by znamenalo změnu ve prospěch tramvajové tratě.